# Altri giorni, altri occhi
Altri giorni, altri occhi (Other Days, Other Eyes) è un romanzo di fantascienza dello scrittore irlandese Bob Shaw del 1972.
Il romanzo, uno dei più famosi di Bob Shaw, preconizza i danni che le nuove tecnologie possono causare alla privacy  dei cittadini.

## Storia editoriale
Nell'agosto del 1966 Bob Shaw pubblica nella rivista Analog il racconto Light of Other Days; nell'opera viene sviluppata l'idea dello "Slow Glass" (letteralmente, "vetro lento") ossia un vetro che rallenta il passaggio della luce tanto che, attraverso di esso, è possibile vedere eventi accaduti anni prima. Il racconto verrà ampliato nel romanzo Other Days, Other Eyes, pubblicato nel 1972, che incorporerà al suo interno, altri due racconti sullo stesso argomento: Burden of Proof (1967) e A Dome of Many-Colored Glass (1972). Il romanzo verrà ripubblicato nel 1974 in una versione abbreviata.
L'artificio narrativo del "vetro lento" non è nuovo nella letteratura fantastica: l'idea era già stata sviluppata nel 1932 dallo scrittore Christopher Blayre nel romanzo The Mirror That Remembered e l'anno successivo da Maurice Renard nell'opera Le mâitre de la lumière. Idee simili si possono ritrovare anche nei romanzi The Exhalted (1940) di L. Sprague de Camp e One-Way Trip (1943) di Anthony Boucher.

## Trama
(Bob Shaw, Altri giorni, altri occhi)
Alban Garrod è un chimico che con la sua azienda ha sviluppato un vetro resistentissimo. Il materiale viene subto utilizzato per la realizzazione del parabrezza delle auto e nei finestrini di un prototipo di aeroplano, l'Aurora. Tuttavia un alto numero di incidenti avvenuto alle auto e la distruzione dell'Aurora durante un volo di prova, mettono in luce la capacità del vetro di rallentare il passaggio della luce, sfalsando di alcuni secondi la visione reale del pilota e degli autisti causando incidenti. La moglie di Alban, Esther è la figlia di Boyd Livingston, un ricco imprenditore che ha speso molti soldi per sostenere economicamente i progetti del genero. La donna è sicura che il nuovo vetro sia un fiasco commerciale e denigra il marito. Tuttavia le applicazioni commerciali di questo nuovo materiale, ribattezzato "vetro lento", sono innumerevoli e Alban riceve commesse milionarie da moltissime aziende che realizzano lastre di vetro per catturare i più bei paesaggi le cui immagini saranno restituite, anche anni dopo, per arredare o rendere più piacevoli ambienti degradati. Il successo commerciale affranca Alban dalla dipendenza dal suocero e rappresenta il suo riscatto personale, rivelando la sua distanza dalla moglie che non ama più.
Nove anni dopo, la scoperta ha attirato gli interessi del governo e delle forze armate; Alban Garrod è in contatto con i servizi segreti che apprezzano le qualità del vetro lento e la sua capacità di registrare le immagini e di restituirle con ritardo per le attività di spionaggio. In uno degli incontri a Washington con il generale John Mannheim, Alban conosce la segretaria del militare, Jane Wason, e se ne innamora. L'incontro con l'interessante donna ha convinto il chimico a chiedere il divorzio alla moglie ma, appena giunto a casa, apprende che il suocero è stato arrestato per omicidio stradale, ed arrestato in evidente stato di alterazione da droga. Alban è convinto dell'innocenza di Boyd Livingston ma le prove contro di lui sono schiaccianti. La scena del presunto incidente è stata catturata da un frammento di vetro lento recuperato sul luogo ma le immagini saranno restituite non prima di alcuni anni e le conoscenze tecnologiche, al momento, non permettono l'estrazione anticipata delle immagini. Alban non si arrende e conduce svariati esperimenti nel laboratorio di casa sua tentando di anticipare la visione delle immagini registrate dai vetri lenti.
Una sera Esther si introduce nel laboratorio del marito, nonostante le raccomandazioni di quest'ultimo a non entrare, e rimane irrimediabilmente accecata e da un'emissione incontrollata di luce proveniente da un vetro lento sottoposto a sperimentazioni con energia. Alban si sente in colpa per l'incidente, pur avendo messo in guardia la moglie dai pericoli del suo laboratorio, e dedica ogni momento libero alla cura della moglie cieca. Nel frattempo un'intuizione di Alban scagiona il suocero che era stato vittima di un complotto organizzato da suoi avversari politici.
La cecità di Esther è incurabile, nonostante gli sforzi dei medici; l'unico rimedio trovato per alleggerire l'handicap è quello di inserire dei piccolissimi e intercambiabili vetri lenti negli occhi della donna che proiettino nel nervo ottico le immagini registrate il giorno prima. Esther costringe Alban a portare con sé le piccole lenti per registrare tutti gli avvenimenti della giornata da rivedere ogni sera, legandolo in tal modo, ancora di più, a sè. Nel frattempo il collaboratore di Alban, Theo Macfarlane, ha trovato il modo di anticipare l'emissione delle immagini dei vetri lenti, trasformando il materiale, oramai diffuso in tutto il mondo in innumerevoli applicazioni, in una sorta di onnipresente videocamera, con grave danno per la privacy.
Quando un senatore, Jerry Wescott, viene ucciso in un attentato, nel Maine, Alban viene contattato dalla polizia affinché collabori nelle indagini, visto che tra i pezzi carbonizzati dell'auto del senatore, è stato ritrovato un frammento di vetro lento intatto. Contemporaneamente il responsabile delle Pubbliche relazioni della società di Alban, Charles Manston, diffonde ai media la notizia che è stata sviluppata una tecnica per estrarre immagini da vetri lenti carbonizzati e che lo stesso Alban è stato incaricato dalla polizia del Maine di ottenere indizi sull'omicidio. Alban ignora i motivi per i quali Manston ha rilasciato tali dichiarazioni ma intuisce di essersi trovato invischiato in qualche macchinazione. L'incontro con il generale John Mannheim conferma ad Alban tali sospetti; durante la riunione l'uomo ha modo di rivedere Jane Wason. I due si innamorano e iniziano una relazione; Alban acquista il coraggio per rompere con la moglie e chiedere il divorzio.
Dopo il colloquio con il generale, Alban impone alla polizia di rivelargli tutte le informazioni sull'omicidio che, fino a quel momento, gli erano state tenute nascoste. Inspiegabilmente il nome del sospettato è noto ma non vi sono prove della sua colpevolezza. Dopo che il sospettato viene ritrovato morto, la polizia vorrebbe chiudere il caso ma Alban non è convinto; grazie al suo intuito, scopre il vero assassino che aveva tentato di inquinare le prove e depistare le indagini. Alban realizza inoltre che il governo sta spargendo per tutta la nazione una speciale polvere realizzata con il vetro lento e che con tale pulviscolo è in grado di controllare tutta la popolazione, registrandone le attività. Con tale sistema era stato possibile scoprire l'indiziato dell'omicidio del senatore. Alban intuisce il tremendo pericolo per la privacy e per la libertà delle persone che tale uso della sua invenzione potrebbe causare e si propone di combattere con tutte le forze i propositi governativi.

### Inserti
All'interno del romanzo sono presenti due digressioni, aggiunte dall'autore per meglio esplorare le potenzialità dell'artificio narrativo rappresentato dal "vetro lento". In particolare i due capitoli Luce di giorni passati e Prova a carico sono tratti da due precedenti opere di Bob Shaw, gia pubblicate sotto forma di racconti, rispettivamente A Dome of Many-Colored Glass (1972) e Burden of Proof (1967).

## Edizioni
- (EN) Bob Shaw, Other Days, Other Eyes, 1ª ed., Londra, Gollancz, 1972,  p. 160, ISBN 978-0-575-01485-5.
- Bob Shaw, Altri giorni, altri occhi, traduzione di Beata Della Frattina, n. 614, Urania, Milano, Mondadori, 1973,  p. 160.
- (DE) Bob Shaw, Augen der Vergangenheit, n. 0172, Goldmann Science Fiction, Monaco di Baviera, Goldmann, 1973,  p. 155, ISBN 978-3-442-23172-0.
- (FR) Bob Shaw, Les yeux du temps, in L'autre présent / Les yeux du temps, n. 46, Club du Livre d'Anticipation, Parigi, OPTA, 1973,  p. 394.
- (FR) Bob Shaw, Les yeux du temps, n. 7031, Le Livre de Poche - Science Fiction, Parigi, Le Livre de Poche, 1978,  p. 221, ISBN 978-2-253-02045-5.
- Bob Shaw, Altri giorni, altri occhi, traduzione di Beata Della Frattina, n. 85, Classici Urania, Milano, Mondadori, 1984,  p. 154.
- (DE) Bob Shaw, Andere Tage, andere Augen, n. 36, Bibliothek der Science Fiction Literatur, Monaco di Baviera, Heyne, 1984,  p. 173, ISBN 978-3-453-31032-2.
- (PT) Bob Shaw, Outros Dias, Outros Olhos, traduzione di Clarisse Tavares, n. 457, Argonauta, Lisbona, Livros do Brasil, 1995, ISBN 972-38-1498-6.
- (DE) Bob Shaw, Andere Tage, andere Augen, n. 8001, Heyne Science Fiction & Fantasy, Monaco di Baviera, Heyne, 1996,  p. 236, ISBN 978-3-453-10941-4.